# Raffaele De Vita
Raffaele De Vita (Roma, 23 settembre 1987) è un calciatore italiano, centrocampista del Città di Anagni Calcio.

## Caratteristiche tecniche
Ala sinistra, può ricoprire anche i ruoli di esterno su entrambe le fasce o all'occorrenza anche come prima punta.

## Carriera
All’età di 16 anni De Vita si trasferisce dall’Atletico 2000 di Roma gestita da Giannini, Pruzzo e Chierico al settore giovanile del Blackburn, all’epoca militante nella Premier League inglese. Terminata la trafile nel settore giovanile del Blackburn, De Vita è rimasto in UK girando in lungo e in largo fra Inghilterra e Scozia. Il 12 aprile 2015 De Vita è votato come giocatore del mese della Scottish Premiership in riferimento al marzo 2015.
Nel 2016, dopo due stagioni fra Cheltenham Town e Ross County, torna al club delle origini, lo scozzese Livingston, dove contribuisce notevolmente al doppio salto di categoria, portando i The Lions dalla Scottish League One alla promozione in Scottish Premiership nella stagione 2017-2018.
Tornato in Italia per motivi familiari, De Vita ha scelto la Lupa Frascati A.S.D. per proseguire la sua carriera nei dilettanti in Eccellenza Lazio. 
In un'intervista ha ammesso di essere un grande tifoso della Lazio.

## Statistiche

### Presenze e reti nei club
Statistiche aggiornate al 27 settembre 2021.
| Stagione            | Squadra             | Campionato          | Campionato | Campionato | Coppe nazionali | Coppe nazionali | Coppe nazionali | Coppe continentali | Coppe continentali | Coppe continentali | Altre coppe | Altre coppe | Altre coppe | Totale | Totale |
| Stagione            | Squadra             | Comp                | Pres       | Reti       | Comp            | Pres            | Reti            | Comp               | Pres               | Reti               | Comp        | Pres        | Reti        | Pres   | Reti   |
| ------------------- | ------------------- | ------------------- | ---------- | ---------- | --------------- | --------------- | --------------- | ------------------ | ------------------ | ------------------ | ----------- | ----------- | ----------- | ------ | ------ |
| 2008-2009           | Livingston          | 1D                  | 7          | 1          | CS+CdL          | ?               | ?               | -                  | -                  | -                  | -           | -           | -           | 7      | 1      |
| 2009-2010           | Livingston          | 3D                  | 29         | 9          | CS+CdL          | 4+?             | 2+?             | -                  | -                  | -                  | -           | -           | -           | 33     | 11     |
| 2010-2011           | Livingston          | 2D                  | 31         | 12         | CS+CdL          | 1+1             | 0               | -                  | -                  | -                  | SCC         | 1           | 0           | 34     | 12     |
| 2011-2012           | Swindon Town        | FL2                 | 38         | 4          | FACup+CdL       | 4+1             | 1+1             | -                  | -                  | -                  | FLT         | 3           | 0           | 46     | 6      |
| 2012-2013           | Swindon Town        | FL1                 | 36+1       | 8+0        | FACup+CdL       | 1+2             | 0               | -                  | -                  | -                  | FLT         | 1           | 0           | 41     | 8      |
| Totale Swindon Town | Totale Swindon Town | Totale Swindon Town | 75         | 12         |                 | 8               | 2               |                    | -                  | -                  |             | 4           | 0           | 87     | 14     |
| 2013-2014           | Bradford City       | FL1                 | 20         | 1          | FACup+CdL       | 1+1             | 0               | -                  | -                  | -                  | FLT         | 1           | 0           | 23     | 1      |
| 2014-gen. 2015      | Cheltenham Town     | FL2                 | 10         | 0          | FACup+CdL       | 2+0             | 0               | -                  | -                  | -                  | FLT         | 1           | 0           | 13     | 0      |
| gen.-giu. 2015      | Ross County         | PL                  | 14         | 3          | CS+CdL          | -               | -               | -                  | -                  | -                  | -           | -           | -           | 14     | 3      |
| 2015-2016           | Ross County         | PL                  | 19         | 0          | CS+CdL          | 4+2             | 1+1             | -                  | -                  | -                  | -           | -           | -           | 25     | 2      |
| Totale Ross County  | Totale Ross County  | Totale Ross County  | 33         | 3          |                 | 6               | 2               |                    | -                  | -                  |             | -           | -           | 39     | 5      |
| 2016-2017           | Livingston          | 2D                  | 23         | 3          | CS+CdL          | 2+0             | 0               | -                  | -                  | -                  | SCC         | 2           | 1           | 27     | 4      |
| 2017-2018           | Livingston          | 1D                  | 30+2       | 3+1        | CS+CdL          | 0+6             | 0+2             | -                  | -                  | -                  | SCC         | 2           | 0           | 40     | 6      |
| 2018-2019           | Livingston          | PL                  | 1          | 0          | CS+CdL          | 0               | 0               | -                  | -                  | -                  | -           | -           | -           | 1      | 0      |
| Totale Livingston   | Totale Livingston   | Totale Livingston   | 123        | 29         |                 | 14              | 4               |                    | -                  | -                  |             | 5           | 1           | 142    | 34     |
| lug.-dic. 2019      | Partick Thistle     | 1D                  | 9          | 1          | CS+CdL          | 0+4             | 0               | -                  | -                  | -                  | SCC         | 3           | 1           | 16     | 2      |
| gen.-apr. 2020      | Falkirk             | 2D                  | 7          | 0          | CS+CdL          | 2+0             | 0               | -                  | -                  | -                  | -           | -           | -           | 9      | 0      |
| 2020-2021           | Edinburgh City      | 3D                  | 19         | 3          | CS+CdL          | 2+3             | 0+1             | -                  | -                  | -                  | -           | -           | -           | 24     | 4      |
| 2021-2022           | Lupa Frascati       | Ecc.                | ?          | 13         | -               | -               | -               | -                  | -                  | -                  | -           | -           | -           | ?      | 13     |
| Totale carriera     | Totale carriera     | Totale carriera     | 284        | 46         |                 | 41              | 9               |                    | -                  | -                  |             | 14          | 2           | 339    | 57     |

## Palmarès

### Club

#### Competizioni nazionali
- Scottish Third Division: 1

Livingston: 2009-2010
- Scottish Second Division: 1

Livingston: 2010-2011
- Football League Two: 1

Swindon Town: 2011-2012
- Scottish League Cup: 1

Ross County: 2015-2016